# 미나미 에이코
미나미 에이코(일본어: 南 栄子, 1909년 2월 20일 ~ )는 일본의 전위예술 무도가이자 여배우이다. 지바현 이치카와시 출신이다.